# Pseudorus hermanni
Pseudorus hermanni là một loài ruồi trong họ Asilidae. Pseudorus hermanni được Carrera miêu tả năm 1949. Loài này phân bố ở vùng Tân nhiệt đới.